# Зайдель, Лев Давидович
Лев Давидович Зайдель (псевдонимы — З—ль, Л.; Липницкий; 1 [13] апреля 1855, Поставы, Виленская губерния — после 1915) — писатель и журналист, драматург, переводчик.

## Биография
Окончил еврейскую народную школу, техническое железнодорожное училище в Вильно. Его учителем был чайковец В. И. Алексеев (домашний учитель детей Льва Толстого). Взгляды Зайделя были сформированы под влиянием сочинений Н. К. Михайловского и М. Е. Салтыкова-Щедрина. Печатался в «Восходе», «Уральской жизни», «Русской жизни» и других изданиях. Автор переводов, в частности Я. М. Гордина (пьеса «Мирелэ Эфрос»).

## Семья
18 сентября 1887 года в Вильне сочетался браком с прусской подданной Ревеккой Синай (1868—?).

## Избранные сочинения
Источник — электронные каталоги РНБ
- Зайдель Л. Д. Выходцы из черты оседлости : Сб. рассказов. — СПб. : А. Э. Винеке, 1910. — 141 с.
- Зайдель Л. Д. Железнодорожники. (Силуэты) / Липницкий. — Екатеринбург : П. И. Певин, 1910. — 157 с.
- Зайдель Л. Д. Ирод Великий, царь Иудейский : Ист. сцены в 5 д. Л. Зайделя. — СПб. : лит. т-ва «Екатерингоф. печ. дело», ценз. 1910. — 40 с.
- Зайдель Л. Д. На передовых позициях : Пьеса в 4 д. : (Из событий послед. войны) / Липницкий Л. Д. — Пг. : изд. журн. «Театр и искусство», [1915]. — 29 с.[2]